# Roman Amoyan
Roman Amoyan (n. 3 septembrie 1983, Erevan, Republica Sovietică Socialistă Armeană, URSS) este un luptător ce a reprezentat Armenia, medaliat olimpic. A participat la o ediție a Jocurilor Olimpice (2008) în care a câștigat o medalie de bronz.

## Participări
Lista de mai jos prezintă principalele competiții la care a participat Roman Amoyan de-a lungul carierei.
- wrestling at the 2008 Summer Olympics – men's Greco-Roman 55 kg[*]